# ملا اوبا
ملا اوبا (به ترکی آذربایجانی: Mollaoba) یک منطقه مسکونی در جمهوری آذربایجان است که در شهرستان ماساللی واقع شده است. ملا اوبا ۳۲۱۱ نفر جمعیت دارد.